# Jankov (Pelhřimovi járás)
Jankov település Csehországban, a Pelhřimovi járásban. Jankov Opatov, Dušejov, Milíčov, Nový Rychnov és Vyskytná településekkel határos. Lakosainak száma 44 fő (2024. január 1.).

## Népesség
A település lakosságának változását az alábbi diagram mutatja:
| Lakosok száma | 164  | 141  | 164  | 110  | 59   | 36   | 34   | 41   | 36   | 44   |
|               | 1869 | 1900 | 1921 | 1961 | 1980 | 2011 | 2016 | 2019 | 2021 | 2024 |